# Charles H. Adams

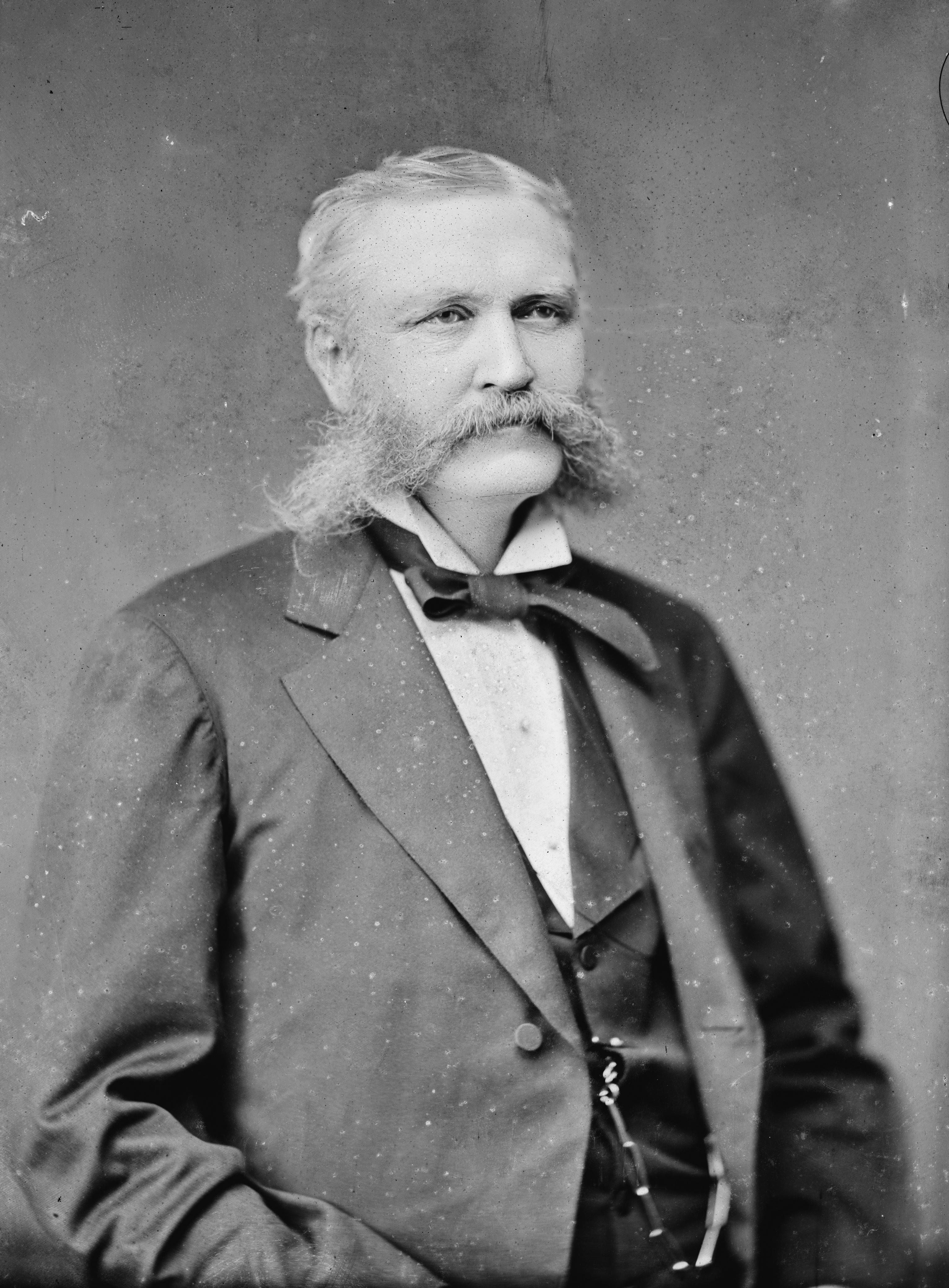
Charles H. Adams

Charles Henry Adams (* 10. April 1824 in Coxsackie, New York; † 15. Dezember 1902 in New York City) war ein US-amerikanischer Jurist und Politiker. Zwischen 1875 und 1877 vertrat er den Bundesstaat New York im US-Repräsentantenhaus.

## Werdegang
Charles Henry Adams besuchte öffentliche Schulen. Er studierte Jura. Seine Zulassung als Anwalt erhielt er 1845 und begann dann in New York City zu praktizieren. 1850 zog er nach Cohoes im Albany County. Er wurde 1851 zum Colonel in Gouverneur Washington Hunts Stab ernannt. 1858 saß er in der New York State Assembly. Er ging der Herstellung von gestrickter Unterwäsche nach, verfolgte aber auch Bankgeschäfte. 1870 zog er sich vom aktiven Geschäft zurück. Zwischen 1870 und 1872 war er der erste Bürgermeister von Cohoes. Politisch gehörte er der Republikanischen Partei an. Adams nahm 1872 als Delegierter an der Republican National Convention in Philadelphia teil. Er saß in den Jahren 1872 und 1873 im Senat von New York. 1873 nahm er als US-Kommissar von New York an der Weltausstellung von 1873 in Wien teil.
Bei den Kongresswahlen des Jahres 1874 für den 44. Kongress wurde Adams im 16. Wahlbezirk von New York in das US-Repräsentantenhaus in Washington, D.C. gewählt, wo er am 4. März 1875 die Nachfolge von James S. Smart antrat. Im Jahr 1876 erlitt er bei seiner Wiederwahlkandidatur eine Niederlage und schied nach dem 3. März 1877 aus dem Kongress aus.
Nach seiner Kongresszeit ging er bis 1892 in Cohoes wieder Bankgeschäften nach. Er zog sich von aktiven Geschäften zurück und zog nach New York City. Am 15. Dezember 1902 verstarb er dort und wurde dann auf dem Woodlawn Cemetery beigesetzt.